# Phenacolletes mimus
Phenacolletes mimus är en biart som beskrevs av Cockerell 1905. Phenacolletes mimus ingår i släktet Phenacolletes och familjen korttungebin. Inga underarter finns listade i Catalogue of Life.

## Bildgalleri

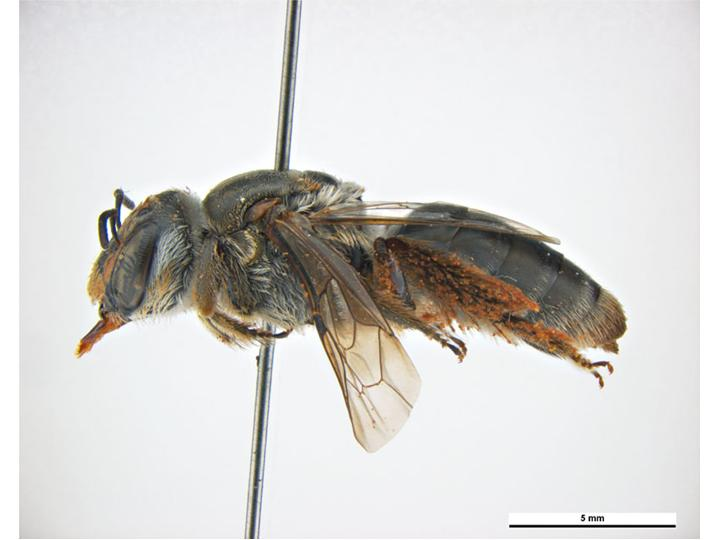
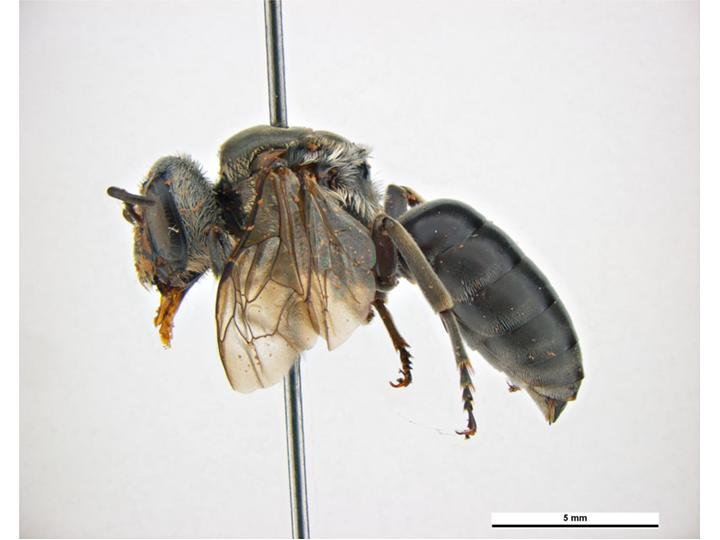